# Knut Alm
Knut Emil Willehard Alm (né le 5 mars 1889 à Huddinge et mort le 3 juin 1969 à Bromma) est un athlète suédois spécialiste du fond. Affilié au IK Göta, il mesurait 1,70 m pour 63 kg.

## Biographie

### Palmarès
| Date | Compétition           | Lieu   | Résultat | Épreuve          | Performance |
| ---- | --------------------- | ------ | -------- | ---------------- | ----------- |
| 1920 | Jeux olympiques d'été | Anvers | 30e      | Cross individuel |             |
| 1920 | Jeux olympiques d'été | Anvers | 3e       | Cross par équipe | 23 pts      |